# Сэт (рэпер)
Александр Боровик (род. 24 ноября 1981; Краснодар, РСФСР, СССР), более известный под сценическим псевдонимом Сэт, – российский рэп-исполнитель, битмейкер, автор песен, музыкальный продюсер. Бывший участник краснодарской рэп-группы MaryJane (2000—2002), владелец лейбла Revol Entertainment (экс-Karavan Music) (2003—2008).

## Карьера
Родился 24 ноября 1981 года в Краснодаре. Музыкальную карьеру начал 1 июня 2000 года в составе краснодарской рэп-группы MaryJane. В ноябре 2001 года покинул группу и начал сольную карьеру, делая совместные проекты с рэпером Эйсиком и рэп-группой Krec.
В 2003 году создал первый на Юге России музыкальный рэп-лейбл Karavan Music. Первым релизом лейбла стал альбом краснодарской рэп-команды «Триада» — «Противоядие» (2003). В дальнейшем на нём вышли: Сэт «Арена» (2004), компиляция «Краснодар One» (2004), «Триада» «Орион» (2005), Сэт «Арена Live» (DVD, 2005). В конце 2005 года лейбл вошёл в состав компании Revol Entertainment (также упоминается как лейбл). В первую очередь на нём были переизданы альбомы «Карвана», а затем вышли Нигатив «Точка росы» (2006), 3NT «Понятный день» (2006), Сэт «Бит и флоу» (Maxi-single, 2006), Скато «Я вижу дым» (2006), Сэт-Триада-Скато «mp3 коллекция» (2006) и Чаян Famaly I.D.E.A.F.I.X. (2008). Лейбл перестал функционировать в 2008 году.
10 апреля 2004 года Karavan Music выпустил дебютный альбом Сэта «Арена». Альбом состоит из 22 треков и был записан в период с 2001 по 2004 год. В записи альбома приняли участие рэперы из групп «Каста», «Ю.Г.», Krec, MaryJane, «Триада» и «Злой Дух», а также рэп-исполнители Нигатив, Эйсик, Скато, Влади, Змей, Vanich. 15 июня 2005 года Karavan Music выпустил на DVD видеоверсию концерта, состоявшегося в Краснодаре на презентации альбома.
C 2005 по 2006 год был организатором первых краснодарских рэп-баттлов K1 Battle '05 и K1 Battle '06, хип-хоп-вечеринок и рэп-концертов в Краснодаре.
В 2005 году по приглашению театрального продюсера Эдуарда Боякова переехал в Москву и на базе театра «Практика» создал лейбл «Практика Рекордс». Сыграл серию сольных концертов на сценах московских театров «Практика» и «Театр.DOC», принимал участие в театральном фестивале «Новая драма».
В 2006 году выпустил экспериментальный макси-сингл «Бит и флоу», видеоклип на который побывал в ротации телеканалов «A-One» и «MTV-Россия» в 2005 году.
22 апреля 2008 года «Практика Рекордс» выпустил второй альбом Сэта «Арена II». Альбом состоит из 13 треков и был записан в период с 2006 по 2008 год. В отличие от предыдущего релиза, новая работа не содержит гостевых участий.
В 2009 году под своим именем записал альбом стихов «Мелодекламация» под аккомпанемент питерского рок-музыканта Михаила Башакова.
В 2010 году под своим именем выпустил ещё один альбом «Шёпотом» на независимом лейбле King Size production. В новой работе музыкант отошёл от стандартов хип-хопа, усилив его влиянием рок-музыки. Альбом получился стилистически разнообразным, а в его записи приняли участие более десяти музыкантов.
4 июня 2011 года Сэт выпустил третий альбом из серии «Арена» — «Арена III». В его записи приняли участие Nady, Лиза Small, PLC, Булат, Lalafa и «Триада».
В 2012 году вместе с певицей Надеждой Масловой, которая в былые времена также была участницей группы MaryJane, создал группу Cosmostars, выпустил ряд синглов и альбом «4EVA» 21 октября 2013 года.
В 2015 году Сэт переиздал свою трилогию «Арена» на цифровых площадках.
В 2018 году основал лейбл CSMSTRS, на котором выпустил альбом «7». В том же году принял участие в телепроекте «Песни на ТНТ», где выступил с треком «Ты можешь всё». Сэт выбыл из проекта на этапе кастинга, но продолжил общаться с его участниками. В результате чего более 30 музыкантов из этого шоу объединились в видеоклипе Сэта на песню «Ты можешь всё».
В 2019 году вместе с рэпером PLC записал песню «Этот мир обдолбан».

## Личная жизнь
Женат на Надежде Масловой, у пары есть ребёнок.

## Критика
В 2004 году главный редактор портала Rap.ru, Андрей Никитин, отметил, что альбом Сэта «Арена» готовился около трёх лет и состоит из совместных работ с участниками самых представительных российских рэп-групп.
В 2007 году Андрей Никитин в российском издании журнала Billboard упомянул, что краснодарский лейбл Revol, чьим продюсером являлся Александр «Сэт» Боровик, бойко начал с ротации клипов на «MTV-Россия», но затем приостановился в развитии. Главным релизом лейбла 2006 года, по мнению Никитина, был первый в русском рэпе двойной альбом Нигатива «Точка росы».
В 2008 году Никитин отметил, что в альбоме «Арена II» Сэт был представлен без какого-либо сопровождения и «доказал, что и один в поле воин», делая акцент на работу со словом.
В 2008 году редактор журнала Rolling Stone Russia, Андрей Бухарин, рецензируя DVD «Арена Live», оценил его на четыре звезды из пяти и назвал его содержимое «патетическим рэпом под симфонические семплы».
В 2010 году редактор портала Rap.ru, Николай Редькин, отметил, что новый альбом Боровика «Шёпотом» — это некое расширение рамок хип-хопа. По мнению Редькина, пластинка полна света и оптимизма, очень личная, и многие песни на ней посвящены конкретным людям и событиям в жизни артиста.

### Рейтинги
В 2005 году альбом Сэта «Арена» занял 8 место в номинации «Лучший хип-хоп-альбом 2004 года» на второй ежегодной церемонии Hip-Hop.Ru Awards 2004 по результатам голосования пользователей сайта Hip-Hop.Ru. На этой же церемонии музыкальный лейбл Сэта Karavan Music занял пятую позицию в номинации «Лучший хип-хоп-лейбл 2004 года».

## Дискография
Сэт
- 2004 — Арена
- 2006 — Бит и флоу (Maxi-single)
- 2008 — Арена II
- 2011 — Арена III
- 2018 — 7
- 2022 — ЭМО (EP)

Александр Боровик
- 2009 — Мелодекламация
- 2010 — Шёпотом

Cosmostars (Сэт & Биби)
- 2013 — #4Eva

Чарты и ротации
С 2003 по 2004 год песни «Жизнь» (Krec feat. Сэт), «Я закрываю глаза» (Сэт feat. Krec), «Благодарность» (Сэт feat. Krec & Эйсик), «Мечта» (Сэт feat. Krec), «Разруби меня на две части» (Сэт with MaryJane) и «Волки» (Сэт with MaryJane) прозвучали в хип-хоп-передаче «Фристайл» на «Нашем Радио».